# 初始B細胞
初始B細胞（naive B cell / virgin B cell）係一類還未與抗原接觸的B細胞。一旦與抗原接觸，它就會增殖分化爲記憶B細胞或者能產生能與刺激它的抗原特異性結合的抗體的漿細胞。與壽命不長的漿細胞不同，記憶B細胞不能產生抗體，但能夠長期存活，並能在同種抗原再次入侵時，迅速增殖分化爲能產生大量抗體的漿細胞和新的記憶細胞。